# Baby Reindeer
Baby Reindeer är en brittisk biografisk miniserie som hade premiär på strömningstjänsten Netflix den 11 april 2024. Serien består av sju avsnitt, och är regisserad av Weronika Tofilska och Josephine Bornebusch. Baby Reindeer är skapad av Richard Gadd, som även spelar huvudrollen, och är baserad på Gadds självbiografiska pjäs med samma namn.

## Handling
Serien kretsar kring komikern Richard Gadd och hans relation till sin kvinnliga stalker och hur den påverkar honom.

## Rollista (i urval)
- Richard Gadd – Donny
- Jessica Gunning – Martha
- Nava Mau – Teri
- Tom Goodman-Hill – Darrien
- Hugh Coles – Francis
- Danny Kirrane – Gino
- Shalom Brune-Franklin – Keeley

## Mottagande och eftermäle
Serien har rönt stor uppmärksamhet och generellt fått goda recensioner från såväl tittare som recensenter. På IMDB har serien betyget 7,9 baserat på 98 000 bedömningar (maj 2024). Ivar Sandberg på Filmtopp gav betyget 5 av 5 och skrev bland annat att det är en "sanslöst stark serieadaption på Richard Gadds pjäs med samma namn." Kjell Häglund på TV-dags ger också serien högsta betyg och skriver att "Baby Reindeer måste vara tv-världens mest hisnande upplevelseresa just nu, och att den är så budget- och produktionsmässigt nedtonad, och att det är Netflix som sett och satsat på möjligheten att göra dramaserie av Richard Gadds enmansteaterföreställning med samma namn, ger mig gott hopp om tv-konstens framtid."
Efter att serien haft premiär började tittare spekulera om vem den verkliga Martha i serien är. Trots Gadds uppmaning att tittarna ska sluta leta efter verklighetens Martha pekades med hjälp av ledtrådar från TV-serien advokaten Fiona Harvey ut som Gadds verkliga stalker. I en intervju med Piers Morgan i maj 2024 sade Harvey att karaktären baseras på henne. Hon nekar dock till anklagelserna att vara en stalker, och kallade Gadd för en misogyn psykopat som hittat på allt och att hon har för avsikt att stämma Netflix.
I juni 2024 rapporterade Deadline om att Harvey stämt Netflix på 170 miljoner dollar för förtal och försumlighet.